# Saison 1 de Championnes à tout prix
Chronologie
Saison 2
Cet article présente le guide des épisodes de la première saison de la série télévisée Championnes à tout prix (Make It or Break It).

## Distribution
- Ayla Kell : Payson Keeler
- Josie Loren : Kaylie Cruz
- Cassie Scerbo : Lauren Tanner
- Chelsea Hobbs : Emily Kmetko
- Susan Ward : Chloe Kmetko
- Candace Cameron Bure : Summer Van Horn
- Peri Gilpin : Kim Keeler
- Johnny Pacar : Damon Young
- Neil Jackson : Sasha Belov
- Anthony Starke : Steve Tanner
- Jason Manuel Olazabal : Alex Cruz
- Rosa Blasi : Ronnie Cruz
- Brett Cullen : Mark Keeler

## Épisodes

### Épisode 1:Les Sélections
- États-Unis : 22 juin 2009
- France : 31 mars 2010 sur Orange Cinéhappy
- Québec : 24 août 2010 sur VRAK.TV[1]

- États-Unis : 2,5 millions de téléspectateurs (première diffusion)

### Épisode 2:Sans Marty
- États-Unis : 29 juin 2009
- France :
- Québec : 31 août 2010

### Épisode 3:Le Nouveau Coach
- États-Unis : 6 juillet 2009
- France :
- Québec : 7 septembre 2010

### Épisode 4:Règlement de comptes
- États-Unis : 13 juillet 2009
- France :
- Québec : 14 septembre 2010

### Épisode 5:Le Défilé
- États-Unis : 20 juillet 2009
- France :
- Québec : 21 septembre 2010

### Épisode 6:Entre Rock et Denver
- États-Unis : 27 juillet 2009
- France :
- Québec : 28 septembre 2010

- États-Unis : 1,88 million de téléspectateurs (première diffusion)

### Épisode 7:Cours, Emily, cours!
- États-Unis : 3 août 2009
- France :
- Québec : 5 octobre 2010

- États-Unis : 2,1 millions de téléspectateurs (première diffusion)

### Épisode 8:Trahison
- États-Unis : 10 août 2009
- France :
- Québec : 12 octobre 2010

- États-Unis : 1,91 million de téléspectateurs (première diffusion)

### Épisode 9:Vérités
- États-Unis : 17 août 2009
- France :
- Québec : 19 octobre 2010

- États-Unis : 2,31 millions de téléspectateurs (première diffusion)

### Épisode 10:Les Nationales
- États-Unis : 24 août 2009
- France :
- Québec : 26 octobre 2010[2]

- États-Unis : 2,4 millions de téléspectateurs (première diffusion)

### Épisode 11:La Prochaine Étape
- États-Unis : 4 janvier 2010
- France :
- Québec : 10 janvier 2012[3]

- États-Unis : 2,7 millions de téléspectateurs (première diffusion)

Payson surmonte difficilement les conséquences de sa chute lors des nationales. Au début très calme et paisible en apparence, elle libérera sa colère et son chagrin après une discussion avec son père. Elle est en colère contre Kaylie, qui a pu devenir championne grâce à l'échec de Payson. Kaylie ne sait d'ailleurs comment gérer sa nouvelle célébrité ; tout le monde la traite en grande championne, mais elle se sent coupable et considère qu'elle ne mérite pas ce titre. Elle est rongée par la culpabilité.
Nick va rendre visite à Payson. Celle-ci lui demande d'aller chercher la cortisone qui se trouve dans son casier. Elle lui donne son code, mais Lauren l'entend et va prendre la seringue pour "la mettre en lieu sûr". Il apparaît qu'elle compte faire du chantage à Nick par ce moyen.
Emily et Damon, qui travaille désormais à Los Angeles, se retrouvent pour un tête-à-tête romantique lors d'une visite de Damon à Boulder. Damon s'apprêtait à demander à Emily d'attendre son retour quand Razor débarque, s'attendant à trouver Damon seul. Il est très étonné de trouver également Emily, avec qui il semble qu'il pensait pouvoir instaurer une relation amoureuse. Gêné, il s'en va précipitamment. Damon se braque et quitte Emily d'une façon qu'elle qualifiera de "bizarre". C'est pourquoi elle ira le retrouver avant qu'il ne quitte la ville pour lui faire comprendre qu'elle l'attendra et qu'elle aimerait qu'il l'attende aussi.

### Épisode 12:Nouvelle Direction
- États-Unis : 11 janvier 2010
- France :
- Québec : 17 janvier 2012

- États-Unis : 2,08 millions de téléspectateurs (première diffusion)

Marty est le nouveau coach de l'équipe nationale. Les gymnastes du Rock tentent l'impossible pour le faire virer dans le but que Sacha le remplace, mais Payson apprend par Kelly Parker, elle aussi dans l'équipe nationale, que Sacha ne se sera jamais élu coach à cause de la chute grave qu'elle a subie lors des Nationales. Elle va voir Sacha pour lui dire combien elle est désolée, et il parvient à la convaincre d'accepter d'être coach. Mais elle semble avoir une autre idée derrière la tête : reprendre la gymnastique.
Kaylie doit choisir entre sa famille et son entraîneur. Cependant, en voyant que son père compte beaucoup sur elle et sa mère, elle renonce à lui annoncer que Marty fut l'amant de sa mère, comme elle avait prévu de le faire pour que Marty soit destitué et que Sacha accède à la place de coach national. Elle demande également à Carter de venir la voir. Il lui avoue que s'il a couché avec Lauren, c'est qu'elle semblait moins tenir à lui que lui à elle et qu'il voulait très certainement la blesser. Elle l'embrasse mais Carter, sentant qu'elle agit sous le coup de la colère, lui demande d'arrêter. Il dit qu'elle ne doit pas les détruire car il pense qu'ils sont "âmes-sœurs". Kaylie se braque et le repousse.
Emily doit remonter ses notes d'algèbre pour rester dans l'équipe nationale. Elle prend des cours avec Razor dans ce but. Elle obtient finalement un "A" à l'épreuve, et va fêter son succès avec Razor, qui semble de moins en moins lui être indifférent.

### Épisode 13:California Girls
- États-Unis : 18 janvier 2010
- France :
- Québec : 24 janvier 2012

- États-Unis : 2,37 millions de téléspectateurs (première diffusion)

Carter est à la rue. Lauren lui propose de dormir dans son garage en attendant de trouver une autre solution. Il se méfie et lui demande de ne rien dire à personne, assurant qu'il partira au plus tôt.
Kaylie est toujours très fâchée contre Lauren à propos de la fois où elle a couché avec Carter. Elle est invitée à une fête à Los Angeles avec des stars grâce à son titre de championne nationale. Elle invite Emily et Payson à venir avec elle. Payson se réjouit car elle va pouvoir aller consulter un excellent chirurgien californien qui pourrait éventuellement opérer son dos. Elle a obtenu un rendez-vous chez lui grâce à Nicky, qui croit dur comme fer que Payson va guérir. Le soutien qu'il lui apporte fait naître en Payson des sentiments amoureux qu'elle lui exprime en l'embrassant la veille de sa consultation, durant laquelle le médecin lui apprend qu'il considère également sa blessure comme inopérable. Payson est une fois de plus anéantie, et ses parents se promettent que c'est la dernière fois qu'elle aura de faux espoirs à ce propos : ils ne lui permettront plus d'aller voir d'autres médecins.
Emily a hâte d'aller à L.A. car elle va pouvoir y retrouver Damon. Celui-ci lui a dit qu'il avait signé un gros contrat selon lequel un "super groupe" chanteraient ses chansons. Emily, le voyant de tendu, apprend qu'il a en fait refusé que le groupe en question chante ses chansons, car il considère que celui-ci fait "de la daube, de la guimauve !". Elle lui demande pourquoi il ne chante pas ses chansons lui-même. Il se résigne alors à signer ce contrat, et Emily lui fait promettre de ne plus lui mentir. Ils scellent un pacte : désormais, ils seront un soutien l'un pour l'autre, et quoi qu'il advienne, ils doivent toujours "foncer". Ils doivent malheureusement se séparer le lendemain.

### Épisode 14:Rester soi-même
- États-Unis : 25 janvier 2010
- France :
- Québec : 31 janvier 2012

- États-Unis : 2,3 millions de téléspectateurs (première diffusion)

C'est la journée portes-ouvertes du Rock. Sacha décide que le thème en sera l'amusement ; il demande à chaque gymnaste de faire une présentation gymnique drôle qui l'amusera lui-même et qui amusera le public.
Emily voit sur Internet des critiques de blogueurs qui pensent que son passé ne lui permet pas de devenir médaillée olympique. Elle se déconcentre, mais sa mère lui propose de raconter son histoire à sa façon lors des portes-ouvertes. Elle reporte un grand succès et finit par se rendre compte qu'elle peut croire en elle.
Payson est toujours aussi déprimée. Elle est furieuse contre sa mère qui l'oblige à rentrer au lycée. Elle y rencontre notamment une pom-pom girl qui se fiche d'elle et un garçon avec lequel elle séchera des cours. Elle le rejoint pendant la journée portes-ouvertes. Il lui propose de fumer un joint ou de boire pour se détendre. Elle ne semble pas contre mais remet cela à plus tard. Payson est très contente d'avoir enfin des amis au lycée.
Kaylie et Nicky, en tant que médaillés nationaux, doivent effectuer un duo gymnique pour la journée portes-ouvertes. Au début, Nicky a une très mauvaise opinion de Kaylie, qu'il considère comme "pas très sérieuse" dans son travail. Réciproquement, Nicky énerve Kaylie qui trouve injuste qu'on ne cesse de la considérer comme une gagnante opportuniste. Finalement, ils se réconcilient pour le duo. Ils en feront un très beau sur le thème de la corrida durant lequel ils se montrent plutôt proche, ce qui agacera et Payson et Carter.

### Épisode 15:La Saint-Valentin
- États-Unis : 1er février 2010
- France :  14 février 2012
- Québec : 7 février 2012

- États-Unis : 2,16 millions de téléspectateurs (première diffusion)

Summer insiste auprès de Sacha pour faire une fête de la Saint-Valentin au club, dans le but de faire un discours sur l'abstinence aux gymnastes. Nicky et Kaylie se rapprochent beaucoup, mais Nicky finit par décider de partir pour Denver car il considère qu'il y a trop de distractions au Rock et que ce n'est pas bon pour sa carrière. Payson décide de ne plus voir son ami Hyke car il méprise absolument tout. Elle veut reprendre goût à la vie, et elle rencontre Heather qui, en faisant tout ce qui lui faisait peur autrefois, arrive à apprécier la vie. Carter persiste à essayer de se faire pardonner par Kaylie. Emily n'a plus de nouvelles de Damon. Elle s'inquiète. Ressel, qui souhaiterait sortir avec Emily, reçoit un coup de fil de la prison de Boulder où Damon est retenu en détention pour le vol d'une table de mixage qu'il a en réalité acheté à un voleur. Damon lui confie qu'il ne veut pas que Emily le voit comme ça. Après que Ressel a payé la caution de Damon, celui-ci se fait interpeller par Emily qui lui annonce que si elle ne peut pas lui faire confiance, elle ne peut pas sortir avec lui.
La mère d'Emily et le père de Lauren sortent ensemble. Carter les surprend alors qu'ils s'apprêtent à passer une nuit ensemble pour la Saint-Valentin.

### Épisode 16:Le Bal de fin d'année
- États-Unis : 8 février 2010
- France :
- Québec : 14 février 2012

- États-Unis : 2,29 millions de téléspectateurs (première diffusion)

### Épisode 17:Amour et Trahisons
- États-Unis : 15 février 2010
- France :
- Québec : 21 février 2012

- États-Unis : 2,22 millions de téléspectateurs (première diffusion)

### Épisode 18:La Grande Muraille
- États-Unis : 22 février 2010
- France :
- Québec : 28 février 2012

- États-Unis : 2,05 millions de téléspectateurs (première diffusion)

### Épisode 19:La Peur au ventre
- États-Unis : 1er mars 2010
- France :
- Québec : 6 mars 2012

- États-Unis : 2,14 millions de téléspectateurs (première diffusion)

### Épisode 20:Harmonie retrouvée
- États-Unis : 8 mars 2010
- France :
- Québec : 13 mars 2012[4]

- États-Unis : 2,5 millions de téléspectateurs (première diffusion)

- Brianne Tju (Genji Cho)